# Lijst van personen uit Adelaide (Australië)

Wapen van Adelaide

Deze lijst van personen geeft een (incompleet) overzicht van personen uit de Australische stad Adelaide (Zuid-Australië). De lijst omvat personen die in de stad geboren zijn, wonen of gewoond hebben en/of overleden zijn en is gerangschikt naar geboortejaar.

## Geboren in Adelaide

### Voor 1900

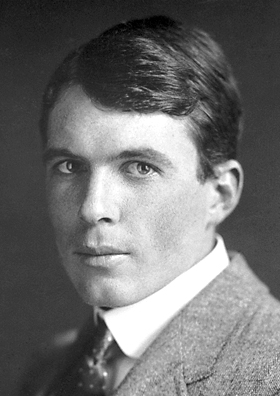
Wiskundige William Lawrence Bragg (1890–1971)

- Lionel Logue (1880–1953), logopedist van koning George VI
- Elton Mayo (1880–1949), managementwetenschapper
- William Lawrence Bragg (1890–1971), Brits wiskundige, natuurkundige en Nobelprijswinnaar (1915)
- Judith Anderson (1897–1992), actrice
- Howard Florey (1898–1968), patholoog en Nobelprijswinnaar (1945)

### 1900–1949
- Mark Oliphant (1901–2000), natuurkundige
- Robert Stigwood (1934–2016), muziek- en filmproducer
- Robin Warren (1937-2024), patholoog en Nobelprijswinnaar (2005)
- Janet Mead (1938-2022), rooms-katholiek kloosterzuster, muzieklerares en zangeres
- Peter Best (1943), componist
- Kevin Peek (1946–2013), gitarist
- Michael White (1948–2008), maatschappelijk werker en psychotherapeut

### 1950–1959
- Andy Thomas (1951), Australisch-Amerikaans astronaut
- Elizabeth Alexander (1952), actrice
- Paul Kelly (1955), singer-songwriter
- Gillian Rolton (1956–2017), ruiter
- Uwe Schummer (1957), Duits politicus (CDU)
- Michael Turtur (1958), wielrenner
- Anthony LaPaglia (1959), acteur
- Sonia Todd (1959), actrice

### 1960–1969
'

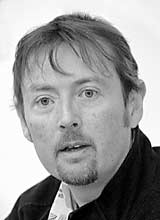
Schrijver DBC Pierre (1962)

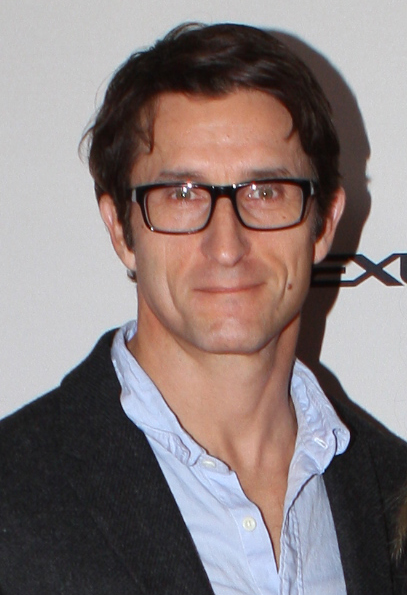
Acteur Jonathan LaPaglia (1969)

- David Colmer (1960), schrijver en vertaler van voornamelijk Nederlandstalige literatuur
- Michael Wilson (1960), wielrenner
- Stephen Hodge (1961), wielrenner
- DBC Pierre (1962), Australisch-Mexicaans schrijver
- Darren Cahill (1965), tenniscoach en tennisspeler
- Tiedo Groeneveld (1965), Nederlands popmuzikant
- Kerri Pottharst (1965), beachvolleyballer
- Mark Woodforde (1965), tennisser
- Aurelio Vidmar (1967), voetballer
- Jonathan LaPaglia (1969), acteur en filmregisseur
- Simon Fairweather (1969), handboogschutter
- Juliet Haslam (1969), hockeyster
- Alison Peek (1969), hockeyster

### 1970–1979
- Damon Herriman (1970), acteur, filmproducent, filmregisseur en scenarioschrijver
- Tony Vidmar (1970), voetballer
- Brett Aitken (1971), wielrenner
- Wayne Arthurs (1971), tennisser
- Phil Rogers (1971), zwemmer
- Kate Slatter (1971), roeister
- Ross Aloisi (1973), voetballer
- Tania Gooley (1973), volleyballer en beachvolleyballer
- Stuart O'Grady (1973), wielrenner
- Andrew Schacht (1973), beachvolleyballer
- Katie Allen (1974), hockeyster
- Wendy Schaeffer (1974), amazone gespecialiseerd in eventing
- Andy Strachan (1974), drummer
- Paul Agostino (1975), voetballer
- Angela Clarke, volleyballer en beachvolleyballer
- Sia Furler (1975), zangeres
- Jay Sweet (1975), wielrenner
- Terence Tao (1975), wiskundige
- Amy Gillett (1976), roeister en wielrenster
- John Aloisi (1976), voetballer
- Todd Perry (1976), tennisspeler
- Corey Sweet (1976), wielrenner
- Russell Van Hout (1976), wielrenner
- Geoff Ogilvy (1977), golfer
- Luke Roberts (1977), wielrenner
- Butterfly Boucher (1979), singer-songwriter
- Chris Jongewaard (1979), mountainbiker
- Jordan Kerr (1979), tennisser

### 1980–1989
- Wade Ormsby (1980), golfer
- Adam Scott (1980), golfer
- Alicia Molik (1981), tennisster
- Lleyton Hewitt (1981), tennisser
- Liam McIntyre (1982), acteur
- Mark Ormrod (1982), sprinter

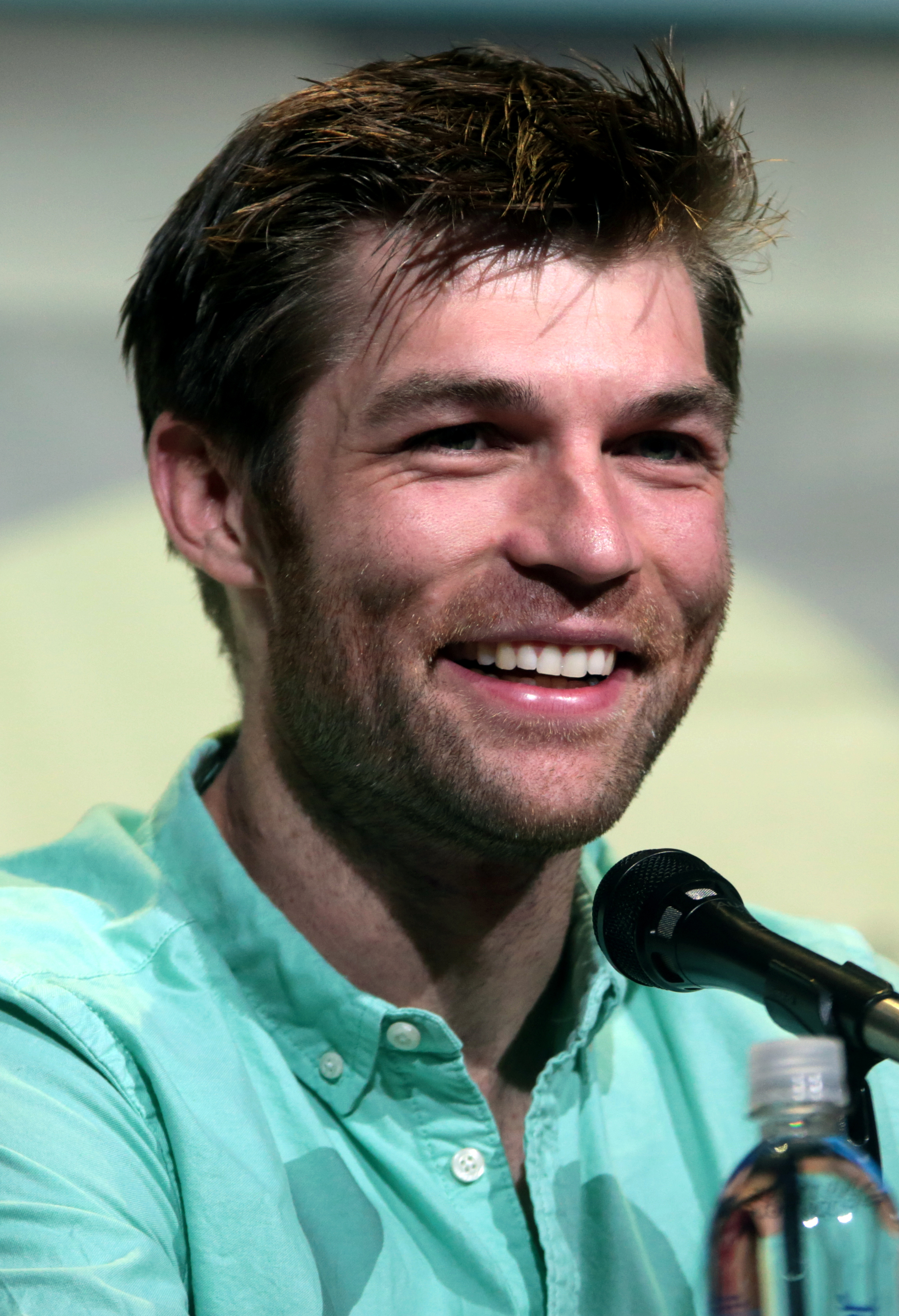
Acteur Liam McIntyre (1982)

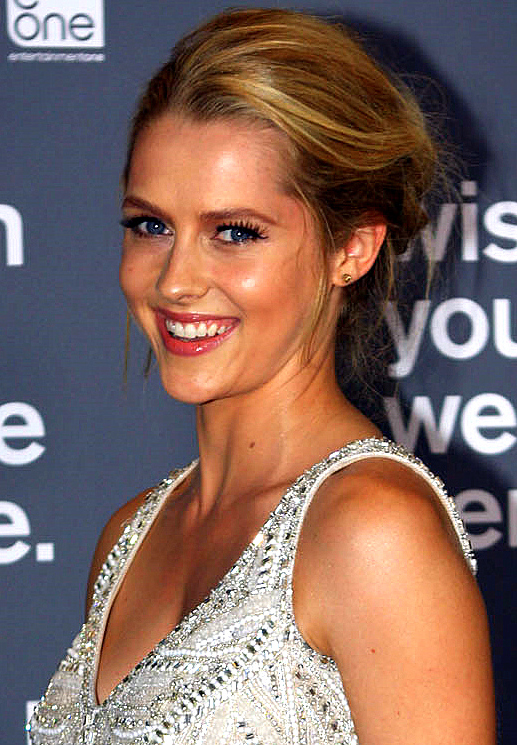
Actrice Teresa Palmer (1986)

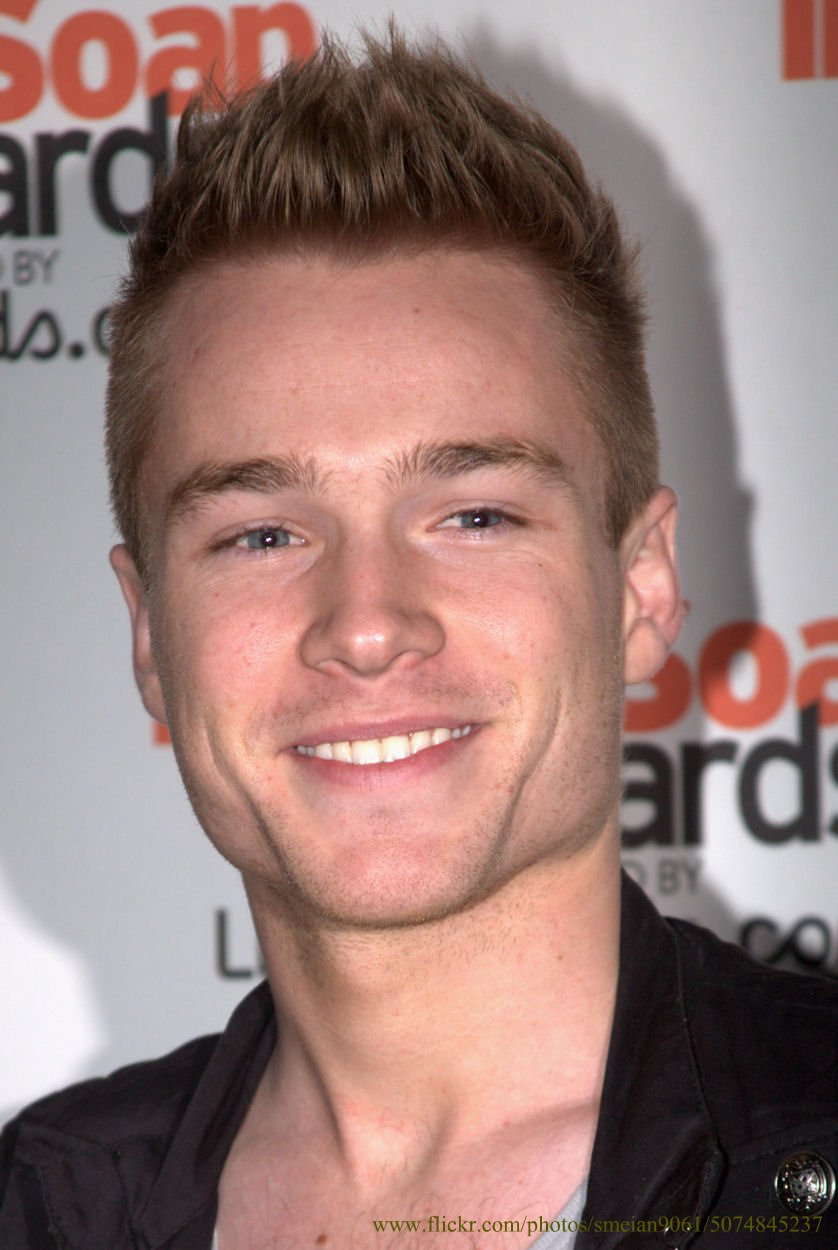
Acteur Sam Clark (1987)

- Breanna Hargrave (1983), wielrenster
- Orianthi (1985), singer-songwriter en gitariste
- Marieke Guehrer (1986), zwemster
- Teresa Palmer (1986), actrice en model
- Sam Clark (1987), acteur en zanger
- Benedict Samuel (1988), acteur
- James Troisi (1988), voetballer
- Jack Bobridge (1989), wielrenner
- Ryan McGowan (1989), voetballer
- Christopher McHugh (1989), beachvolleyballer
- Carlee Taylor (1989), wielrenster en triatleet

### 1990–1999
- Cameron Bayly (1990), wielrenner

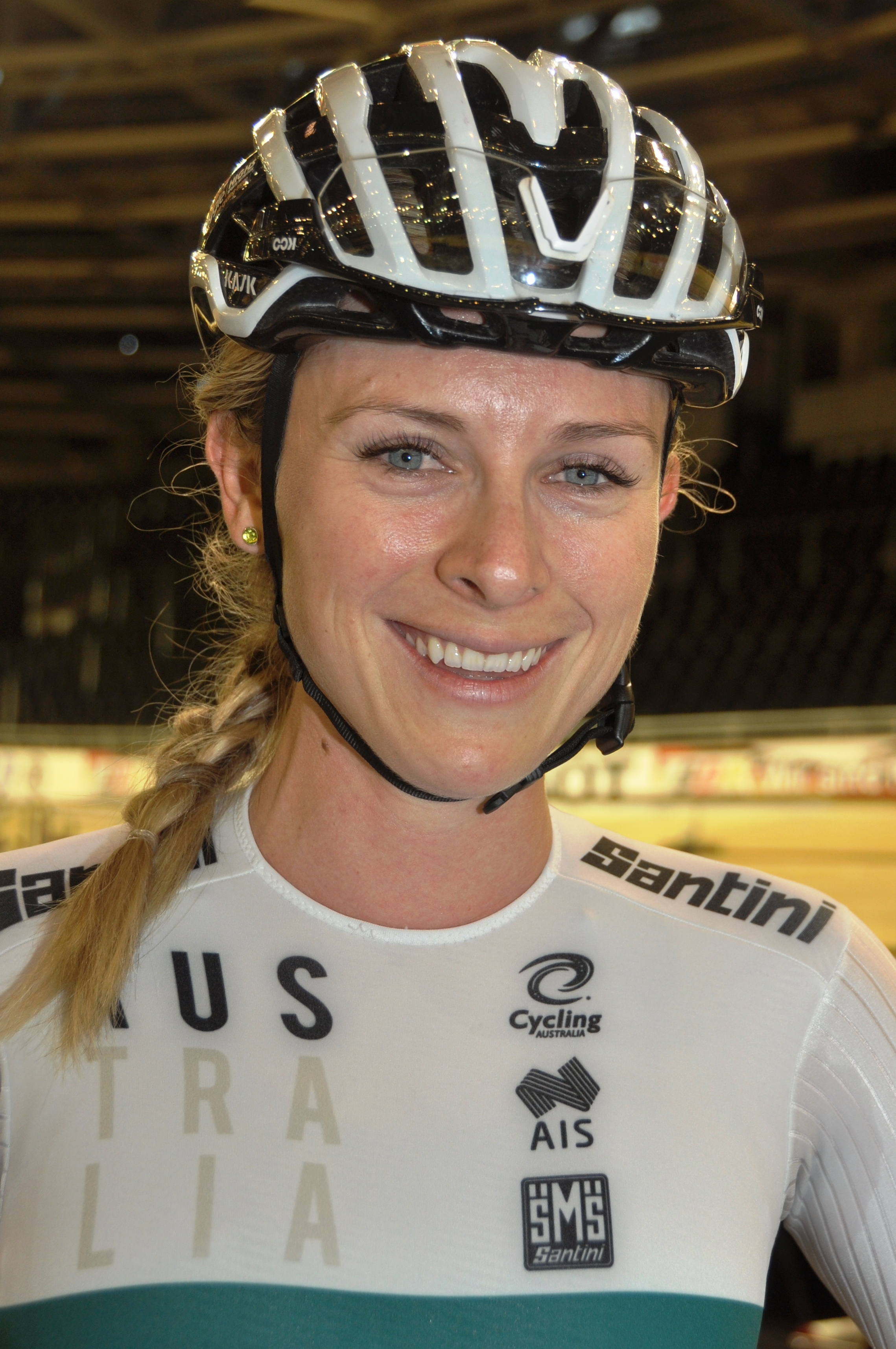
Wielrenster Annette Edmondson (1991)

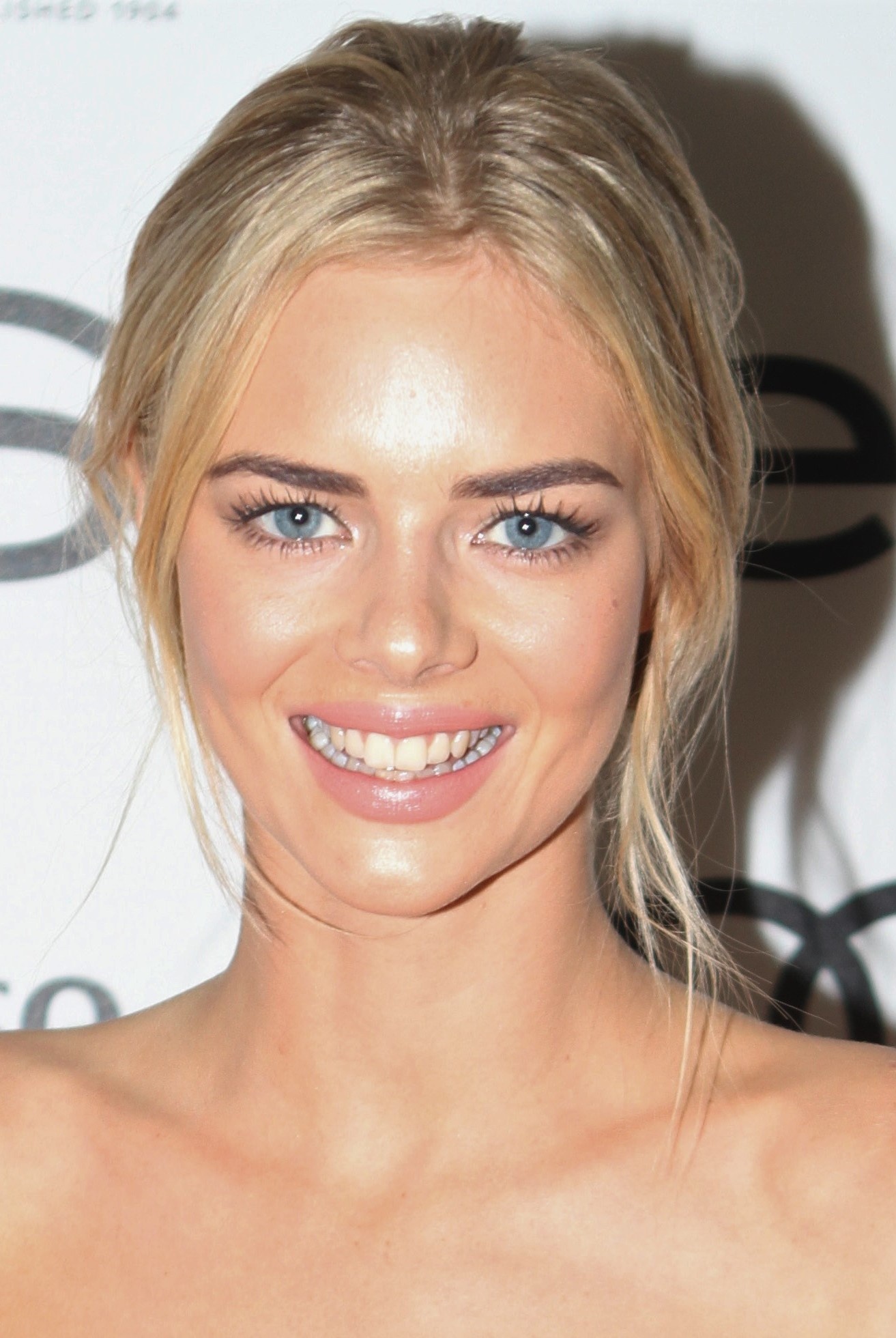
Actrice Samara Weaving (1992)

- Rohan Dennis (1990), baan- en wegwielrenner
- Stephanie Morton (1990), wielrenster
- Scott Pye (1990), autocoureur
- Annette Edmondson (1991), wielrenster
- James Glasspool (1991), wielrenner
- Craig Goodwin (1991), voetballer
- Dylan McGowan (1991), voetballer
- Joshua Palmer (1991), zwemmer
- Sam Willoughby (1991), BMX'er
- Matthew Glaetzer (1992), baanwielrenner
- Damien Howson (1992), wielrenner
- Andrew Marveggio (1992), voetballer
- Emily Seebohm (1992), zwemster
- Samara Weaving (1992), actrice
- Harrison Gilbertson (1993), acteur
- Jai Angsuthasawit (1995), Australisch-Thais baanwielrenner
- Brandon Borrello (1995), voetballer
- Paul Izzo (1995), voetballer
- Thanasi Kokkinakis (1996), tennisspeler
- Alexander Porter (1996), wielrenner
- Kodi Smit-McPhee (1996), acteur
- Chloe Moran (1998), wielrenster

## Overleden in Adelaide
- Arthur Mills Lea (1868–1932), entomoloog
- Ronald Aylmer Fisher (1890–1962), Brits wetenschapper op het gebied van de statistiek, evolutietheorie en erfelijkheidsleer
- Géza Lakatos (1890–1967), Hongaars generaal
- Romanas Arlauskas (1917–2009), schaker
- Jan Ruff O'Herne (1923–2019), de eerste Europese vrouw die publiekelijk bekende te zijn verkracht door de Japanse bezetter en met andere jonge vrouwen gedwongen werd tot seksuele slavernij voor het Japanse Keizerlijke leger